# Matthias Pinter
Matthias Pinter (* 21. Oktober 1922 in Schattendorf; † 3. November 1996 in Wien) war ein österreichischer Politiker (SPÖ) und Hauptschuldirektor. Pinter war von 1968 bis 1987 Abgeordneter zum Burgenländischen Landtag sowie von 1977 bis 1982 Landtagspräsident.

## Leben
Pinter besuchte nach der Volksschule in Schattendorf das Burgenländische Unter-Realgymnasium in Mattersburg sowie ab 1939 die Oberschule für Jungen in Hollabrunn, an der er 1941 die Matura ablegte. Er diente danach ab 1941 in der deutschen Wehrmacht und geriet in britische Kriegsgefangenschaft, aus der er 1946 zurückkehrte. Von 1946 bis 1947 besuchte er den Maturantenlehrgang in Krems an der Donau und war danach als Volksschullehrer in Schattendorf tätig. 1962 übernahm er die Funktion des Volksschuldirektors, bereits 1953 hatte er die Lehrbefähigungsprüfung für Hauptschulen in den Fächern Deutsch, Geschichte und Geographie abgelegt. 1965 wurde Pinter Hauptschuldirektor in Schattendorf. Ihm wurde 1973 der Berufstitel Oberstudienrat verliehen.
Pinter war als Sohn des Eisenbahners Josef Pinter aus Schattendorf geboren worden und war verheiratet. Nach seinem Tod wurde er in Schattendorf begraben.

## Politik
Pinter wurde 1950 Mitglied der SPÖ und wirkte ab 1954 als Gemeinderat in Schattendorf. Von 1957 bis 1975 hatte er das Amt des Bürgermeisters von Schattendorf inne. Zudem war er innerparteilich von 1968 bis 1985 als Bezirksparteiobmann der SPÖ Bezirk Mattersburg aktiv und wirkte zwischen 1973 und 1975 als geschäftsführender Landesparteisekretär der SPÖ Burgenland. Er vertrat die SPÖ vom 17. April 1968 bis zum 30. Oktober 1987 im Landtag und war zudem von 1972 bis 1975 geschäftsführender Klubobmann im Landtag sowie ab dem 27. Oktober 1977 Landtagspräsident. Des Weiteren war Pinter von 1974 bis 1986 Chefredakteur der Burgenländischen Freiheit und ab 1987 Landesvorsitzender des Pensionistenverbandes. Pinter wurde am 29. November 1993 im Folgeprozess der sogenannten „Causa Sinowatz“ wegen falscher Zeugenaussage verurteilt.